# Ford Taunus V4

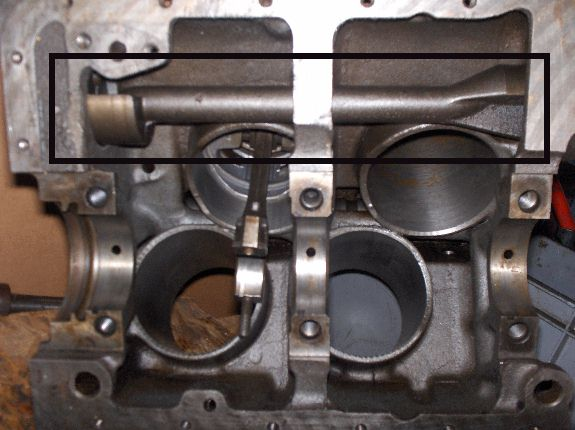
Балансировочный вал

Ford Taunus V4 — V-образный четырёхцилиндровый поршневой двигатель внутреннего сгорания с углом наклона 60° и одним балансировочным валом, представленный немецким подразделением Ford Motor Company в 1962 году. Он выпускался в Кёльне и устанавливался на Ford Taunus и немецкие версии Consul, Capri и Transit.

## Дизайн
Как и у других двигателей V4 и V6, но в отличие от более длинных V-образных двигателей с большим количеством цилиндров, у шатунов нет общей шатунной шейки на коленчатом валу.
Позже объём стал соответствовать двигателю Ford Cologne V6, который применялся в Ford Capri, Ford Taunus, Ford Cortina, Ford Consul, Ford Granada, Ford Sierra, Ford Scorpio, Ford Ranger, Ford Explorer, Ford Mustang, Mercury Capri и многих других автомобилях. Двигатель Taunus V4 также применялся в промышленности: насосах, электрогенераторах, сельскохозяйственной технике и снегоходах. В автомобилях на смену Taunus V4 пришёл Ford OHC/Pinto.

## 1.2
- Объём: 1,2 л (1183 см3)
- Диаметр цилиндра: 80 мм
- Ход поршня: 58,86 мм
- Мощность: 29,8—33,6 кВт (40—45 л. с.)
- Крутящий момент: 80—82 Н⋅м

## 1.3
- Объём: 1,3 л (1288 см3)
- Диаметр цилиндра: 84 мм
- Ход поршня: 58,86 мм
- Мощность: 37,3—39,5 кВт (50—53 л. с.)
- Крутящий момент: 95—98 Н⋅м

## 1.5
- Объём: 1,5 л (1498 см3)
- Диаметр цилиндра: 90 мм
- Ход поршня: 58,86 мм
- Мощность: 41—48,5 кВт (55—65 л. с.)
- Крутящий момент: 107—117 Н⋅м при 2500 об/мин

## 1.7
- Объём: 1,7 л (1699 см3)
- Диаметр цилиндра: 90 мм
- Ход поршня: 66,8 мм
- Мощность: 48,5—56 кВт (65—75 л. с.)
- Крутящий момент: 129—137 Н⋅м

## 1.8
- Объём: 1,8 л (1815 см3)[6]
- Мощность: 112—149 кВт (150—200 л. с.) при 7000 об/мин
- Разгон до 100 км/ч: 5 сек.

## 1.9
- Объём: 1,9 л (1933 см3)
- Мощность: 179 кВт (240 л. с.)[7]